# Rio Grande Valley Vipers
O Rio Grande Valley Vipers é um clube de basquetebol profissional estadunidense sediado em Hidalgo, Texas. É afiliado dos Houston Rockets. Eles jogam na Conferência Oeste na NBA G-League, uma liga pra jogadores em desenvolvimento para subir à National Basketball Association (NBA).

## História
Foi fundado em 2007.

## Ex-jogadores
- Aaron Brooks, G, 6'0", University of Oregon (2007)
- Steve Novak, F, 6'10", Marquette University (2007)
- Jarred Merrill, F, 6'9", Oklahoma Christian University (2007)
- Gabe Muoneke, F, 6'7", University of Texas at Austin (2007)
- Kenny Taylor, G, 6'3", University of Texas at Austin (2007–08)
- C.J. Watson, G, 6'2", University of Tennessee (2007–08)
- Kevin Bookout, F, 6'8", University of Oklahoma (2007–08)
- Cedric Simmons, F, 6'9", North Carolina State University (2008)
- Shannon Brown, G, 6'4", Michigan State University (2008)
- Chris Taft, F, 6'10", University of Pittsburgh (2008)
- Luke Anderson, F, 6'6", University of Minnesota (2008)
- Kyle Davis, F, 6'9", Auburn University (2008)
- Marcus Morris, F, 6'9", University of Kansas (2012)
- Glen Rice, Jr., F, 6'6", Georgia Tech (2013)
- Hassan Whiteside, C, 7'0", Marshall (2013)
- Dwayne Lathan, G, 6'3", Indiana State (2013–14)
- Kevin Porter Jr., G, 6'4", USC (2021)
- Kenyon Martin Jr., F, 6'6" (2021)